# Широківська сільська рада (Сімферопольський район)
Широ́ківська сільська́ ра́да — адміністративно-територіальна одиниця та орган місцевого самоврядування в Сімферопольському районі Автономної Республіки Крим. Адміністративний центр — село Широке.

## Загальні відомості
- Населення ради: 2 062 особи (станом на 2001 рік)

## Населені пункти
Сільській раді підпорядковані населені пункти:
- с. Широке
- с. Дивне
- с. Купріне
- с. Пролітне

## Склад ради
Рада складається з 18 депутатів та голови.
- Голова ради: Шукальський Володимир Валентинович
- Секретар ради: Силіна Наталля Анатоліївна

### Керівний склад попередніх скликань
| Прізвище, ім'я, по батькові        | Основні відомості                                                         | Дата обрання | Дата звільнення |
| ---------------------------------- | ------------------------------------------------------------------------- | ------------ | --------------- |
| Шукальський Володимир Валентинович | Сільський голова, 1952 року народження, освіта вища, безпартійний         | 26.03.2006   | 31.10.2010      |
| Шукальський Володимир Валентинович | Сільський голова, 1952 року народження, освіта вища, член Партії регіонів | 31.10.2010   |                 |

Примітка: таблиця складена за даними сайту Верховної Ради України

### Депутати
За результатами місцевих виборів 2010 року депутатами ради стали:

#### За суб'єктами висування
| Суб'єкт висування           | Кількість обраних депутатів | %    |
| --------------------------- | --------------------------- | ---- |
| Партія регіонів             | 9                           | 50   |
| Самовисування               | 8                           | 44,4 |
| Комуністична партія України | 1                           | 5,6  |

#### За округами
| № округу                    | Прізвище, ім'я, по батькові     | Дата визнання обраним | Освіта             | Партійна приналежність                                | Відомості про обраного депутата                                                                         |
| --------------------------- | ------------------------------- | --------------------- | ------------------ | ----------------------------------------------------- | --- |
| Комуністична партія України |                                 |                       |                    |                                                       | |
| 18                          | Горленко Катерина Олександрівна | 01.11.2010            | середня            | член Комуністичної партії України                     | приватний підприємець                                                                                   |
| Партія регіонів             |                                 |                       |                    |                                                       | |
| 1                           | Дегтяренко Тетяна Вікторівна    | 01.11.2010            | середня спеціальна | член Партії регіонів                                  | тимчасово не працює                                                                                     |
| 2                           | Гальчев Володимир Ілліч         | 01.11.2010            | вища               | член Партії регіонів                                  | ВАТ"Широке", генеральний директор                                                                       |
| 4                           | Корнієнко Олена Миколаївна      | 01.11.2010            | середня            | позапартійна                                          | Придніпровська залізниця ст. «Прольотна», диспетчер                                                     |
| 5                           | Москалу Сергій Семенович        | 01.11.2010            | середня            | позапартійний                                         | пенсіонер                                                                                               |
| 6                           | Пермінова Ірина Филимонівна     | 01.11.2010            | середня спеціальна | позапартійна                                          | приватний підприємець                                                                                   |
| 8                           | Глухова Галина Григорівна       | 01.11.2010            | середня            | позапартійна                                          | приватний підприємець                                                                                   |
| 10                          | Рекун Анжеліка Борисівна        | 01.11.2010            | середня            | позапартійна                                          | студентка                                                                                               |
| 14                          | Найдьонова Наталя Іванівна      | 01.11.2010            | середня            | позапартійна                                          | ВАТ «Широке», бухгалтер                                                                                 |
| 15                          | Сіліна Наталя Анатоліївна       | 01.11.2010            | вища               | позапартійна                                          | поштове відділення, начальник                                                                           |
| Самовисування               |                                 |                       |                    |                                                       | |
| 3                           | Богданов Вадим Олександрович    | 01.11.2010            | середня            | позапартійний                                         | приватний підприємець                                                                                   |
| 7                           | Михайлова Ганна Олексіївна      | 01.11.2010            | вища               | член Соціал-демократичної партії України (об'єднаної) | Широківська сільської ради, секретар                                                                    |
| 9                           | Сагоконь Антон Володимирович    | 01.11.2010            | середня            | член Молодіжної партії України                        | Медичний університет                                                                                    |
| 11                          | Зотова Наталя Василівна         | 01.11.2010            | вища               | член Соціал-демократичної партії України (об'єднаної) | Широківська сільська рада, інспектор ВОС                                                                |
| 12                          | Семенов Юрій Павлович           | 01.11.2010            | середня            | позапартійний                                         | КП"Платан", директор                                                                                    |
| 13                          | Сайченко Наталя Олегівна        | 01.11.2010            | вища               | член Партії регіонів                                  | будинок культури, директор                                                                              |
| 16                          | Пинів Вадим Миколайович         | 25.02.2013            | вища               | член Партії регіонів                                  | Широківська сільська рада, заступник Широківського сільського голови з питань роботи виконавчого органу |
| 17                          | Артеменко Олег Миколайович      | 01.11.2010            | середня            | позапартійний                                         | насосна станція, машиніст                                                                               |